# 朴九溢
朴九溢（：／ Park Koo-il，1934年11月8日—2020年3月1日），韩国军政界人物，前海军陆战队司令（1986年－1988年）。

## 生平
1934年生于安东，本贯寧海。曾就读于安东中学。1958年毕业于海軍士官學校，进入海军陆战队服役。1965年，任1师11营1连连长。1968年4月参加越南战争。1976年，任宪兵团团长。1979年，任1师7团团长。1984年至1986年，历任第6旅旅长、第1师师长。1986年至1988年，任海军陆战队司令。1988年退役。1992年至2000年，担任国会议员。2020年3月1日逝世。